# Corpo Expedicionário Português
O Corpo Expedicionário Português (CEP) foi a principal força militar portuguesa que participou na frente europeia da Primeira Guerra Mundial. Foi enviada para o norte da França com a finalidade de, através da sua participação ativa no esforço de guerra contra a Alemanha, que também ameaçava os territórios ultramarinos portugueses, conseguir apoios dos seus aliados, evitar a perda daqueles territórios e estabelecer uma reputação séria a nível europeu, sendo então o governo português uma recém criada república. Durante o mesmo conflito, o contingente também lutou nas colónias ultramarinas portuguesas, nomeadamente no Sul de Angola e Moçambique.
De notar que Portugal também enviou para França uma outra força: o Corpo de Artilharia Pesada Independente (CAPI). O CAPI destinou-se a responder a um pedido de ajuda francesa, ficando sob comando do Exército Francês, sendo aí conhecido por Corps de Artillerie Lourde Portugaise (CALP) e tendo operado artilharia super-pesada de caminho de ferro, com obuses de 320 mm, 240 mm e 190 mm.
A partida de milhares de homens para a Flandres francesa gerou, no entanto, um clima de descontentamento nacional, avolumado pelos enormes gastos a suportar pelo governo.

## Primeira Guerra Mundial

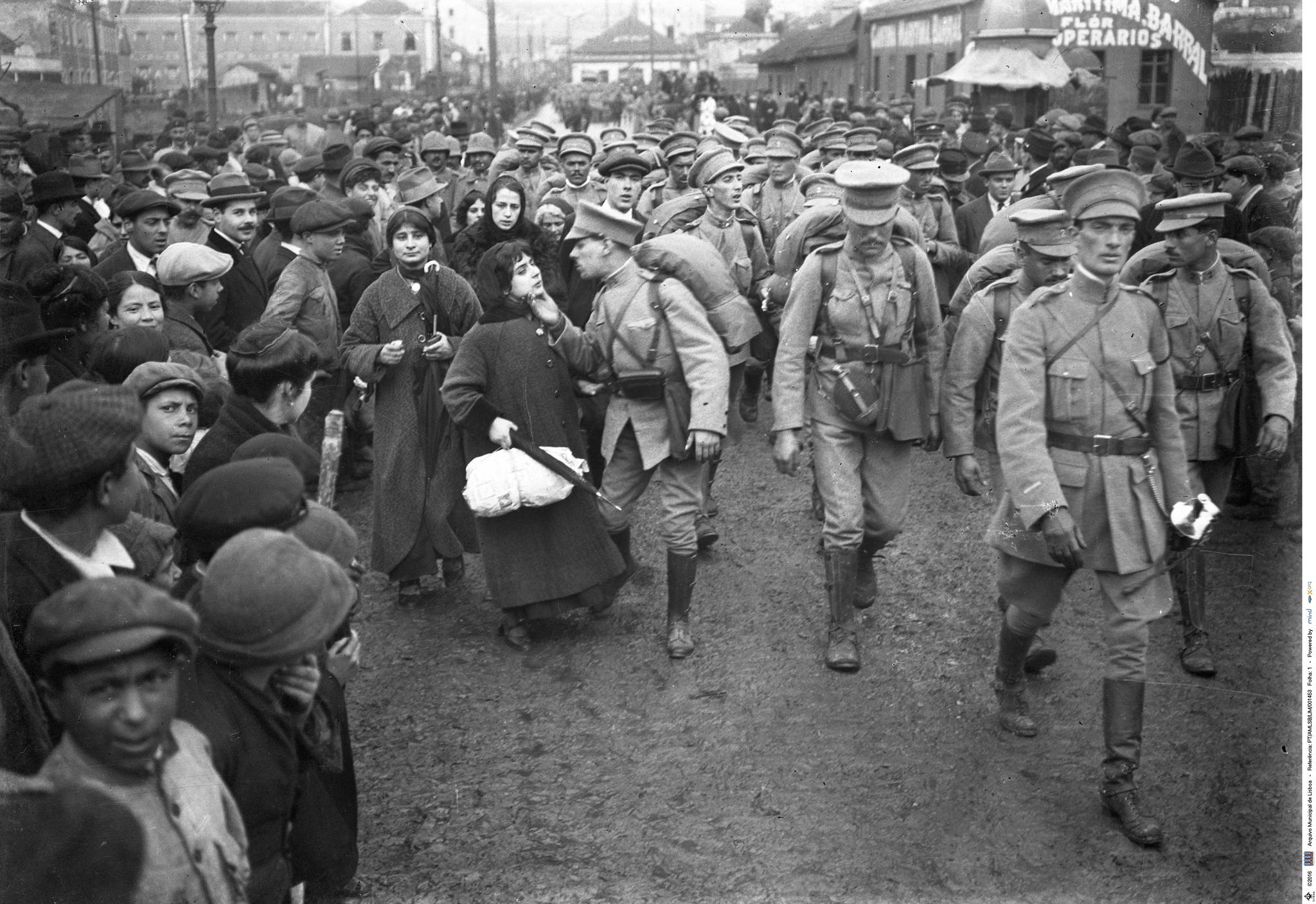
Embarque do Corpo Expedicionário Português para a Flandres, após a entrada de Portugal na guerra, no Cais de Santa Apolónia, Lisboa (12 de Fevereiro de 1917) Fotografia de Joshua Benoliel

Durante a Primeira República Portuguesa, apesar de já existirem confrontos entre tropas portuguesas e alemãs junto das fronteiras das colónias africanas desde 1914, nomeadamente contra as forças do Sudoeste Africano Alemão e da África Oriental Alemã, somente sob a presidência de Bernardino Machado, a 9 de Março de 1916, Portugal decretou guerra à Alemanha, apoiando os Aliados na Primeira Guerra Mundial.
Tendo as últimas operações militares em que Portugal participou ocorrido quase cem anos antes na Europa, a guerra em campo aberto, a qual os portugueses estavam mais acostumados, deu lugar à guerra de trincheiras repleta de inovações destruidoras como a aviação, os gases, as metralhadoras, os morteiros, a artilharia pesada, a motorização e as comunicações. Inexperientes com o novo cenário de guerra, devido a esse fator, foram realizadas várias deslocações de missões militares portuguesas à Grã-Bretanha e a França, liderados pelos capitães Iven Ferraz, Fernando Freiria e Eduardo Martins, a fim de estudarem as novas tecnologias e estratégias bélicas.

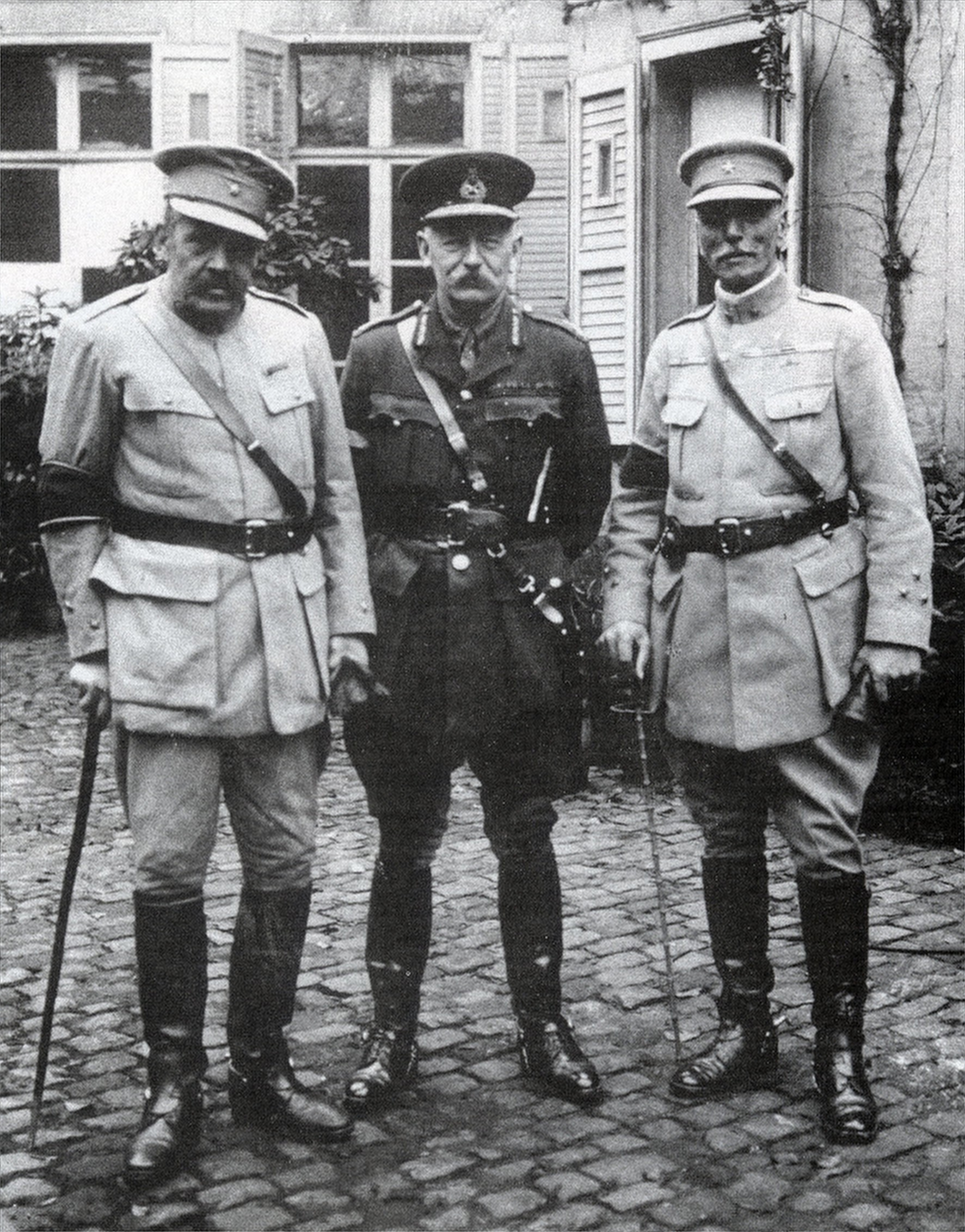
Os Generais Tamagnini de Abreu e Silva, Hacking e Gomes da Costa.

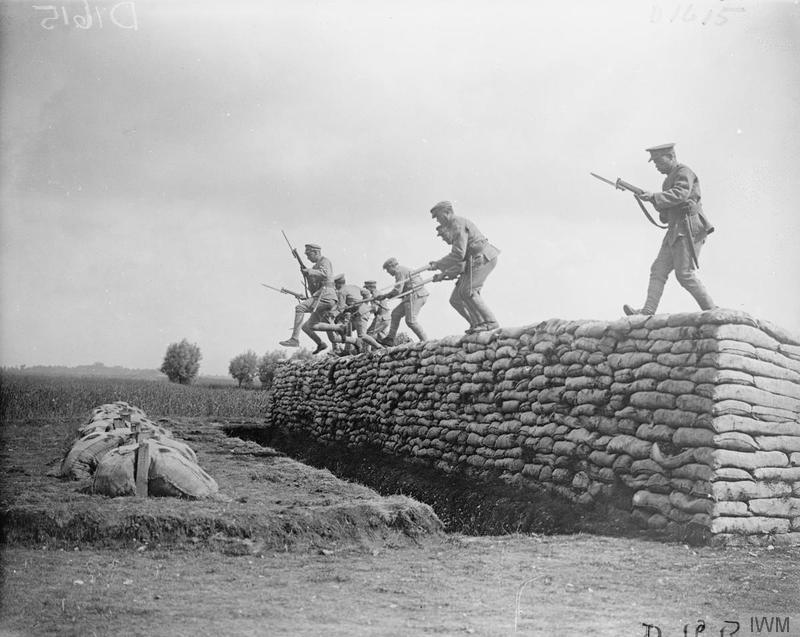
Soldados do CEP na Escola de Infantaria (23 de Junho de 1917)

Sendo necessário organizar, em solo nacional, o exército e os novos recrutas que participariam no Teatro de Operações da Europa, o General Norton de Matos, Ministro da Guerra entre 1915 e 1917, com a colaboração do General Tamagnini de Abreu e Silva, tornou-se então no responsável pela organização do Corpo Expedicionário Português que, em três meses, no centro de instrução de Tancos, transformou o polígono militar numa estrutura capaz de treinar 20 mil soldados para lutarem na Flandres, sendo o episódio referido como "O milagre de Tancos".

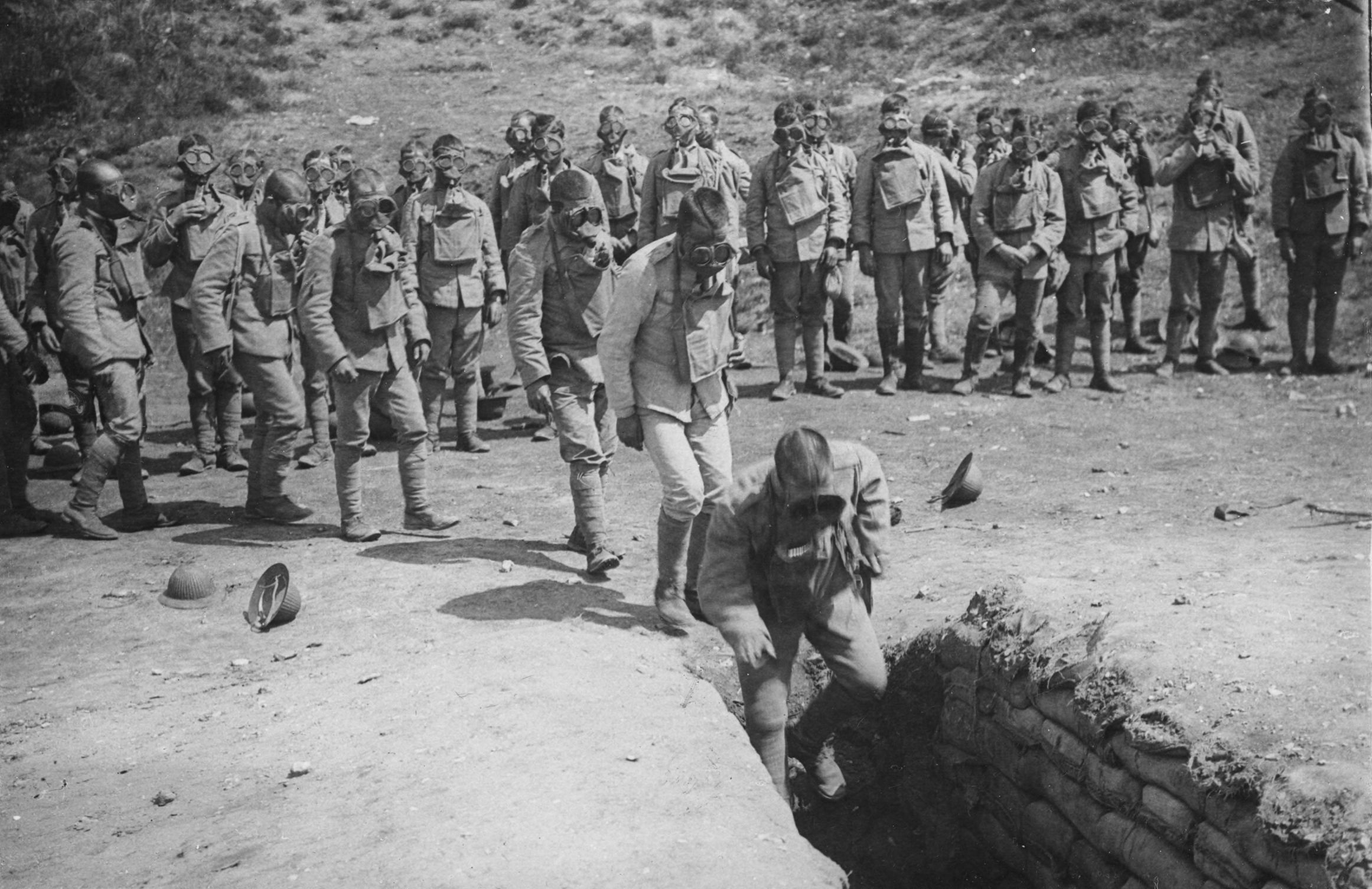
Treino dos soldados do CEP (1917)

Em 30 de Janeiro de 1917, apesar de enormes dificuldades climáticas, zarparam do Tejo três vapores britânicos levando a bordo a 1.ª Brigada do CEP, comandada pelo general Gomes da Costa, desembarcando no porto de Brest três dias depois, a 2 de Fevereiro. Fixados inicialmente na retaguarda do sector britânico, as tropas portuguesas frequentaram então vários cursos intensivos sob a instrução dos britânicos, como na Escola Central de Instrução, no Campo de Tiro, na Escola de Observadores, na Escola de Atiradores e no Campo de Educação Física e Baioneta. A 22 de Fevereiro, partiu para França um segundo contingente do CEP, que, na sua zona de concentração, foi instruído e treinado nas novas escolas sob tutela portuguesa. Mais de um mês depois, a 4 de Abril de 1917, os primeiros soldados formados receberam ordem para avançar para as trincheiras na Flandres francesa, região que acolheria o contingente português, sendo-lhes destinados uma companhia britânica junto da qual permaneciam cerca de uma semana, regressando depois à sua base. Nesse mesmo dia, António Gonçalves Curado foi o primeiro soldado português morto em combate na Frente Ocidental europeia. Somente em Novembro desse mesmo ano, após todos os batalhões de uma brigada já terem estagiado na frente, as tropas portuguesas assumiram plenamente o seu setor, ficando sujeitas ao comando do corpo de exército e do seu estado-maior.

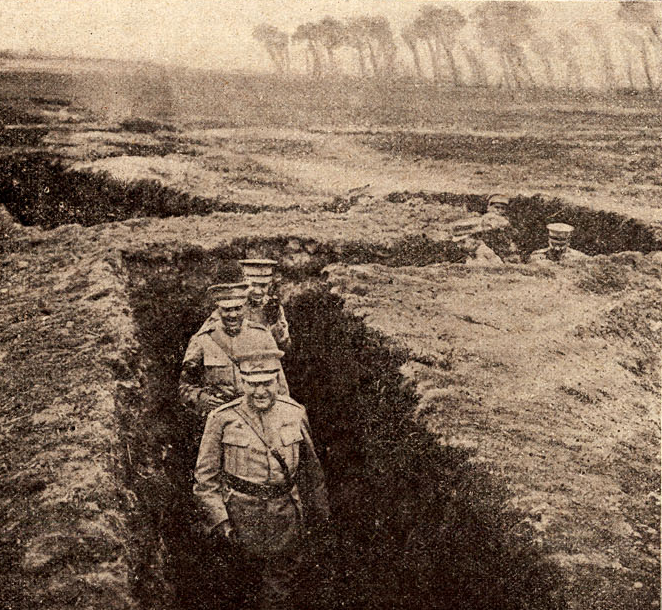
General Norton de Matos, Ministro da Guerra, nas trincheiras Portuguesas na França (1917)

Na Frente Ocidental as tropas portuguesas adaptaram-se à guerra de trincheiras, mostrando inicialmente grande eficiência e espírito combativo. No entanto as condições foram piorando ao longo dos tempos, sobretudo devido à falta de reforços que impediam a substituição e descanso das tropas. Esta situação era agravada por outros fatores tais como o Inverno frio e húmido, muito diferente do que o que os portugueses estavam habituados. Sendo noticiadas as difíceis condições que os soldados enfrentavam, em Portugal mobilizaram-se vários movimentos e associações, essencialmente compostos por mulheres, que criaram campanhas de angariação de donativos e mantimentos assim como promoveram cursos de enfermagem para apoiarem os militares portugueses na frente de guerra, tornando-se notórias as ações da Cruz Vermelha Portuguesa, Comissão Feminina "Pela Pátria", Cruzada das Mulheres Portuguesas e Assistência das Portuguesas às Vítimas da Guerra. As condições no entanto foram-se agravando a tal ponto que o Comando do 1º Exército Britânico decidiu a rendição das tropas portuguesas pelas tropas britânicas, com o objetivo de permitir o descanso daquelas. No entanto, justamente no dia previsto para a rendição do CEP, ocorreu a ofensiva alemã e a Batalha de La Lys, apanhando as forças portuguesas numa posição completamente desfavorável.

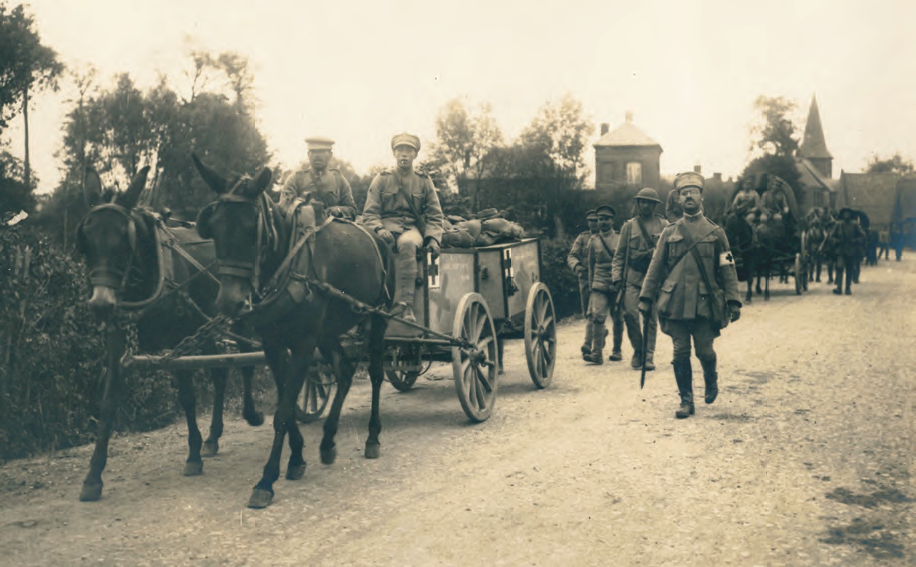
Serviços Médicos do Corpo Expedicionário Português. Fotografia de Arnaldo Garcês

Com a ofensiva "Georgette" dos alemães, montada por Erich Ludendorff, os militares portugueses, exaustos e enfermos, acabaram por sofrer uma derrota estrondosa na Batalha de La Lys, no sector de Ypres, em 9 de Abril de 1918, logo após a derrota do Exército Britânico em Arras. Estima-se que a fase inicial da ofensiva de La Lys sobre a 2.ª Divisão do CEP terá começado com um bombardeamento preparatório pelas 4h15 da madrugada de 9 de Abril e que a última resistência dos Portugueses só cessou próximo do meio-dia do dia 10, em Lacouture. Segundo os dados de então, teriam sido registados milhares de baixas, entre mortos (1 341), feridos (4 626), desaparecidos (1 932) e prisioneiros (7440), variando o valor de falecidos entre os 300 e os 1000 segundo vários autores. O maior número foi de prisioneiros de guerra por terem sido cercados pelos alemães nos flancos da Divisão próximo das 11 horas da manhã. Essa derrota já era esperada pelo comandante do CEP general Fernando Tamagnini de Abreu e Silva, comandante da 2.ª Divisão Gomes da Costa e Chefe do Estado-Maior do Corpo Sinel de Cordes, que por diversas vezes avisaram o governo de Portugal e o comando do 1º Exército Britânico, das dificuldades existentes.

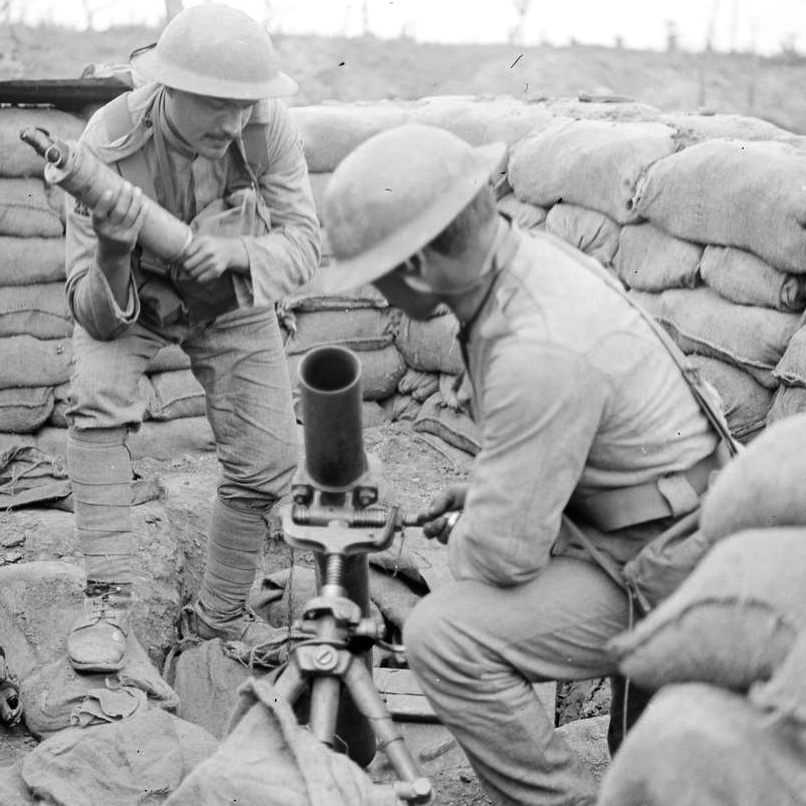
Soldados do CEP carregam um morteiro de trincheira de 75 mm.

Após La Lys, tentando recuperar a imagem de um aliado credível, o governo de Sidónio Pais afirmou tentar enviar mais 10 a 15 mil homens, mas esse envio nunca foi efetivamente concretizado, não sendo proporcionado um único navio de transporte das forças britânicas para assegurar minimamente o reforço das forças portuguesas.
O envio do CEP para França tinha sido anteriormente motivo de desacordo interno entre os vários departamentos do Governo Britânico e do Governo Francês. Enquanto que o Governo Francês e o Ministério da Guerra Britânico (War Office) se mostravam bastante favoráveis à ajuda portuguesa, tendo originalmente sido o Governo Francês a pedir ajuda a Portugal logo no início da guerra, o Ministério do Exterior Britânico (Foreign Office) opunha-se, por razões políticas, à mesma ajuda. Essa divisão de consenso, tornou a estadia do CEP em França muito atribulada, não tendo sido apoiada como outros contingentes, facto comprovado pela falta de substituição de efetivos, devido aos navios britânicos necessários para isso terem sido requisitados para o transporte das tropas americanas para a Europa. Remetidos para segundo plano, apesar dos reforços não terem sido enviados, no final da guerra, com os restantes membros do CEP, as forças portuguesas organizaram-se em dois Batalhões, sob alçada do comando britânico, que tomaram parte nas últimas operações que levaram à vitória final aliada.
Após o dia 11 de Novembro de 1918, em que foi assinado o Armistício de Compiègne, nos meses seguintes, começou-se a realizar o repatriamento dos efetivos portugueses destacados para o cenário de guerra, contemplando também os prisioneiros que haviam sido retidos nos campos prisionais alemães.

## Homenagens
Na impossibilidade de identificarem individualmente todos os militares que tombaram durante o conflito, em França erigiram-se vários monumentos ao “Soldado Desconhecido”, tendo em Portugal, o mesmo ocorrido, pela primeira vez, numa cerimónia solene, a dia 9 de Abril de 1921, no Mosteiro da Batalha.
A 10 de Novembro de 1928, França e Portugal inauguraram um memorial, no cemitério militar português de Richebourg, tendo transladado, desde a sua construção até 1938, ano de inauguração, 1831 corpos provenientes dos cemitérios franceses de Le Touret, Ambleteuse, Brest, e Tournai, na Bélgica, assim como dos prisioneiros de guerra falecidos na Alemanha. Atualmente 238 sepulturas permanecem por identificar.
Em 1958, o Cristo das Trincheiras foi colocado no Mosteiro da Batalha, por iniciativa do governo português, sobre a cabeceira do túmulo do Soldado Desconhecido.

## Organização

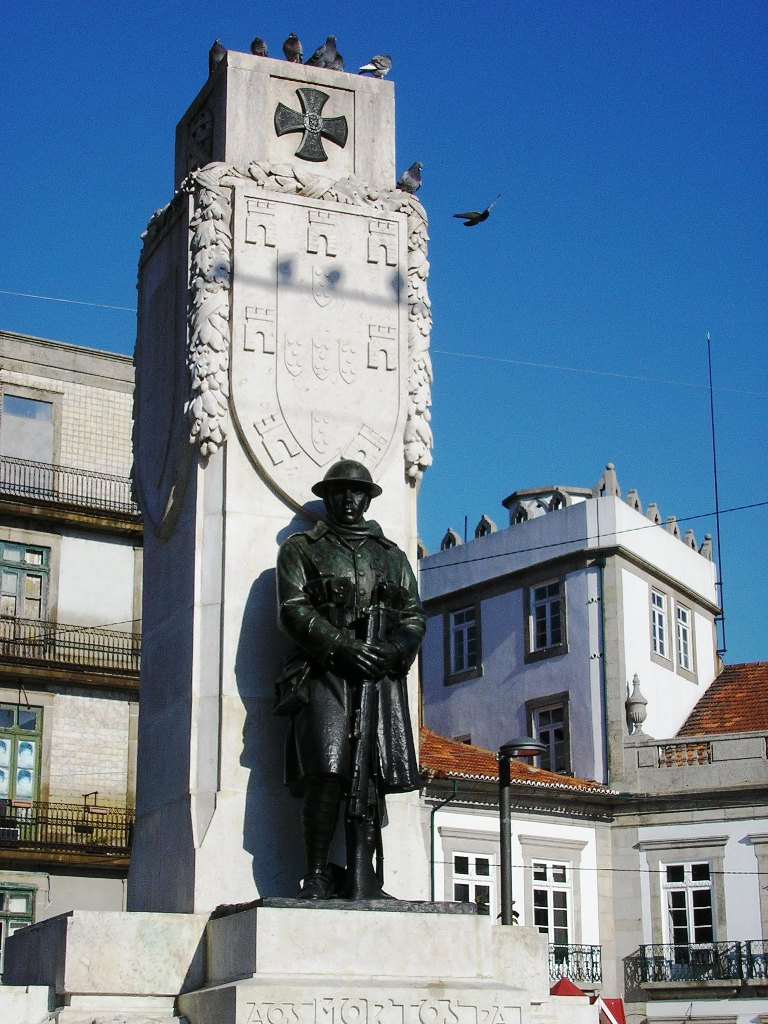
Monumento aos soldados portugueses mortos durante a Grande Guerra, no Porto.

O Corpo Expedicionário Português foi inicialmente organizado como uma Divisão Reforçada seguindo o modelo organizativo português e englobando 3 Brigadas, cada uma com 2 Regimentos de Infantaria a 3 Batalhões.
No entanto, dado que o CEP iria ser integrado no 1º Exército Britânico cujas divisões eram menores que as portuguesas, entendeu-se que se poderia facilmente fazer subir o escalão do CEP, transformando-o em Corpo de Exército a 2 Divisões de modelo britânico, permitindo uma maior autonomia e um maior protagonismo da participação portuguesa. Para tal, além de outros pequenos acertos, foram acrescentados 6 novos Batalhões de Infantaria que se juntaram aos 18 já existentes. Com os 24 Batalhões foram organizadas 6 Brigadas (normalmente 3 em cada divisão), extinguindo-se o escalão intermédio de Regimento.
O CEP ficou, pois, com a seguinte organização:
- Quartel-General do Corpo;
- Quartel-General da 1ª Divisão;
- Quartel-General da 2ª Divisão;
- Infantaria:
  - 1ª, 2ª, 3ª, 4ª, 5ª e 6ª Brigadas (cada uma englobando um Quartel-General, 4 Batalhões de Infantaria e uma Bateria de Morteiros Ligeiros de 75 mm);
  - A 1ª Brigada (da 1ª Divisão), era constituída pelo Batalhão Inf. n.º 21 (Covilhã), Batalhão Inf. n.º 22 (Portalegre), Batalhão Inf. n.º 28 (Figueira da Foz) e Batalhão Inf. n.º 34 (Mangualde).
  - A 2ª Brigada (da 1ª Divisão), era constituída pelo Batalhão Inf. n.º 7 (Leiria), Batalhão Inf. n.º 23 (Coimbra), Batalhão Inf. n.º 24 (Aveiro) e Batalhão Inf. n.º 35 (Coimbra).
  - A 3ª Brigada (da 1ª Divisão), era constituída pelo Batalhão Inf. n.º 9 (Lamego), Batalhão Inf. n.º 12 (Guarda), Batalhão Inf. n.º 14 (Viseu) e Batalhão Inf. n.º 15 (Tomar).
  - A 4ª Brigada (da 2ª Divisão), era constituída pelo Batalhão Inf. n.º 3 (Viana do Castela), Batalhão Inf. n.º 8 (Braga), Batalhão Inf. n.º 20 (Guimarães) e Batalhão Inf. n.º 29 (Braga).
  - A 5ª Brigada (da 2ª Divisão), era constituída pelo Batalhão Inf. n.º 4 (Faro), Batalhão Inf. n.º 10 (Bragança), Batalhão Inf. n.º 13 (Vila Real) e Batalhão Inf. n.º 17 (Beja).
  - A 6ª Brigada (da 2ª Divisão), era constituída pelo Batalhão Inf. n.º 1 (Lisboa), Batalhão Inf. n.º 2 (Lisboa), Batalhão Inf. n.º 5 (Lisboa) e Batalhão Inf. n.º 11 (Évora).

- Artilharia:
  - 1º, 2º, 3º, 4 º, 5º e 6º Grupos de Baterias de Artilharia (cada um englobando 3 Baterias de 8 Peças de 75 mm e uma Bateria de 4 Obuses de 114 mm);
  - 1ª, 2ª, 3ª, 4ª, 5ª e 6ª Baterias de Morteiros Médios de 152 mm;
  - 1ª e 2ª Baterias de Morteiros Pesados de 236 mm;
- Engenharia:
  - Companhia de Telegrafistas de Corpo;
  - 1ª e 2ª Companhias Divisionárias de Telegrafistas;
  - Secção de Telegrafia sem Fios (englobando 2 subsecções divisionárias);
  - 1ª e 2ª Companhias de Sapadores de Corpo;
  - 1ª, 2ª, 3ª, 4ª, 5ª e 6ª Companhias Divisionárias de Sapadores Mineiros;
  - Secção de Pombais Militares;
  - Batalhão de Mineiros;
  - 1º e 2º Grupos de Companhias de Pioneiros;
- Metralhadoras:
  - 1º, 2º, 3º, 4º, 5º e 6º Grupos de Metralhadoras (cada um englobando 2 Baterias de Metralhadoras Pesadas de 7,7 mm);
- Serviço de Saúde:
  - 1ª, 2ª, 3ª, 4ª e 5ª Ambulâncias;
  - 1ª e 2ª Colunas Automóveis de Transporte de Feridos;
  - 1ª, 2ª, 3ª, 4ª, 5ª e 6ª Secções Hipomóveis de Transporte de Feridos;
- Outros:
  - Grupo de Esquadrões de Cavalaria, transformado em Grupo de Companhias de Ciclistas;
  - 1ª e 2ª Secções Divisionárias de Observadores;
  - 1ª e 2ª Secções Móveis Veterinárias;
  - 1º e 2º Trens Divisionários;
  - 1º e 2º Grupos Automóveis;
  - 1ª e 2ª Companhias de Serviços Auxiliares.
- Base de Retaguarda:
  - Quartel-General da Base;
  - 1º, 2º e 3º Depósitos de Infantaria;
  - Depósito de Cavalaria;
  - Depósito de Remonta;
  - Depósito Misto;
  - Depósito(s) Disciplinar(es);
  - Tribunal de Guerra da Base;
  - C.M.C.A.;
  - Hospital Cirúrgico;
  - Hospital de Medicina e Depósito de Convalescentes;
  - Estação de Evacuação;
  - Depósito de Material de Engenharia;
  - Depósito de Material de Guerra;
  - Depósito de Material Sanitário;
  - Depósito de Material Veterinário;
  - Depósito de Material de Subsistências;
  - Depósito de Material de Fardamento e Aquartelamento;
  - Depósito de Material de Bagagens;
  - Oficina de Montagem de Munições de 75 mm.

Além destas forças o CEP incluía ainda as seguintes unidades que foram colocadas sob comando directo do 1º Exército Britânico:
- Corpo de Artilharia Pesada, englobando 2 Grupos, cada um com uma Bateria de Obuses de 233 mm, uma Bateria de Obuses de 202 mm e uma Bateria de Obuses de 152 mm;
- Batalhão de Sapadores de Caminhos de Ferro;
- Companhia de Projectores de Campanha.

Foi também criado um Corpo de Aviação que não chegou a ser ativado, sendo os seus pilotos integrados em unidades de aviação britânicas e francesas.

## Figuras Proeminentes do Corpo Expedicionário Português

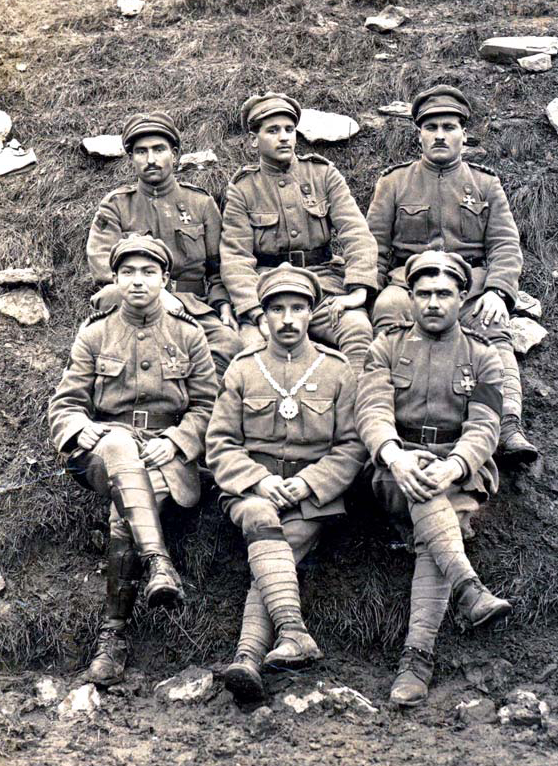
Condecoração de Aníbal Augusto Milhais com a Ordem Militar da Torre e Espada, do Valor, Lealdade e Mérito

Adelino Delduque da Costa (1889-1953), coronel de Infantaria, feito prisioneiro pelas tropas alemãs a 9 de abril de 1918, escreveu durante os seus oito meses e meio de cativeiro, sob forma de diário, entre os campos de Rastatt e Breesen, a obra Notas do cativeiro. O livro é considerado um dos mais vivos relatos dos acontecimentos que seguiram à derrota portuguesa, assim como das precárias condições em que sobreviveram os oficiais portugueses aprisionados na Alemanha.
Alberto Lello Portela (1893-1949), piloto aviador português que incorporou a esquadrilha SPA-124, “Jeanne d’Arc”, do Exército Francês, tendo permanecido a combater como voluntário após a retirada das Forças Portuguesas do conflito. Foi o último aviador português a regressar à sua Pátria, tendo sido condecorado com a Ordem da Legião de Honra francesa.
Alfredo Guimarães (1884-1918), tenente de cavalaria, condecorado com a Cruz de Guerra de 2ª classe e Oficial da Ordem Militar da Torre e Espada a título póstumo pelas suas ações na Batalha de La Lys, onde, após se retirar da linha de fogo, por o seu batalhão ter sofrido perdas massivas, apresentou-se em Red House (posto de comando do batalhão) para organizar, por duas ocasiões, uma força de contra-ataque e outra de defesa. Apesar de ferido durante o conflito, e após se retirar para as linhas de resistência de Laventie, continuou a combater até ter sido atingido mortalmente pelas forças alemãs.
Aníbal Augusto Milhais (1895-1970), conhecido como Soldado Milhões, foi o soldado português mais condecorado da Primeira Guerra Mundial e o único militar português condecorado com a mais alta honraria nacional, a Antiga e Muito Nobre Ordem Militar da Torre e Espada, do Valor, Lealdade e Mérito, no campo de batalha em vez da habitual cerimónia pública em Lisboa.
António Gonçalves Curado (1894-1917) foi o primeiro soldado português morto em combate na Frente Ocidental europeia.
João Guilherme de Menezes Ferreira (1889-1936), capitão e artista, autor da publicação João Ninguém, soldado da Grande Guerra, onde registou a sua experiência no Corpo Expedicionário Português.
João Teixeira Pinto (1876-1917), major de infantaria português, condecorado com o grau de Cavalheiro da Ordem Militar da Torre e Espada de Valor, Lealdade e Mérito e a Medalha de Prata Rainha D. Amélia, que combateu e faleceu na Batalha de Negomano em Moçambique.
José Maria Hermano Baptista (1895-2002) com 107 anos foi o último sobrevivente português combatente da Primeira Grande Guerra. Foi promovido de 1º Cabo a 2º Sargento Miliciano em 22 de Março de 1918, tendo sido ferido na Batalha de La Lys e depois de algum tempo hospitalizado em Wesel feito prisioneiro de guerra no campo de concentração de Friedrichsfeld. Foi tio e padrinho do professor e historiador José Hermano Saraiva.
Óscar Monteiro Torres (1889-1917), piloto aviador português que integrou a força aérea francesa ao lado de Georges Guynemer, tendo sido abatido pelo piloto alemão Rudolf Windisch e falecido enquanto estava em cativeiro. Tornou-se no primeiro e único piloto português a morrer em combate durante a Primeira Guerra Mundial, tendo sido condecorado postumamente com a Ordem Nacional da Legião de Honra, a Cruz de Guerra e a Cruz de Guerra de 1ª classe.

## Representações na Cultura Popular
Cinejornal
- Parada da Divisão em Montalvo (Ernesto de Albuquerque, 1916)
- Portugal na Guerra – Divisão Naval Portuguesa (Ernesto de Albuquerque, 1916)
- Divisão da Instrução em Tancos (Ernesto de Albuquerque, 1916)
- Partida dos Portugueses para a Guerra (Ernesto de Albuquerque, 1917)
- Manobras Navais Portuguesas (Ernesto de Albuquerque, 1917)
- Expedição Militar a Angola (Invicta Films, 1917)
- Marinha Portuguesa - Portugal após a Declaração de Guerra (Gaumont, 1917)
- Exército Português - Portugal após a Declaração de Guerra (Gaumont, 1917)
- Partida de Marinheiros para Angola e África do Sul (Gaumont, 1917)
- Os Portugueses nas Forças Militares e Navais que partem para a África do Sul (Gaumont, 1917)
- Cavalaria Portuguesa em Treinos (Gaumont, 1917)
- A Escola de Instrução dos Oficiais Portugueses na Inglaterra (1917)
- Corpo Expedicionário Português (Invicta Films, 1917)
- Provas Finais dos Alunos da Escola de Guerra, Participação de Portugal na Guerra (Augusto Seara, 1917)
- Lançamento da Canhoeira “Bengo” (Augusto Seara, 1917)
- Transporte de Tropas para França (Augusto Seara, 1917)
- Escola de Aviação em Vila Nova da Rainha (Augusto Seara, 1917)
- Escola de Oficiais Milicianos em Queluz (Augusto Seara, 1917)
- Tropas Portuguesas no Front (Pathé, 1917)
- Participação de Portugal na Guerra – Regresso do Presidente da República da sua Viagem ao “Front” portuguez (Invicta Films, 1917)
- The Visit of President Bernardino Machado of Portugal to the British and Portuguese Forces on the Western Front, October 1917 (1917)
- With the Portuguese Expeditionary Force in France (Topical Film Company, 1918)
- Portuguese Troops in France 1918 (Topical Film Company, 1918)
- A Portuguese Training Camp in England – Roffey Camp, Horsham (H.C. Raymond, 1918)
- Manobras do Campo Entrincheirado de Lisboa (Lusitânia Film, 1918)
- Como foi Recebida pela População de Lisboa a Notícia do Armistício (Gaumont, 1918)
- Parada Militar de 5 de Dezembro de 1918 (Gaumont, 1918)[30]

Cinema
- Soldado Milhões (Ukbar Filmes, 2018)
- Les Héritiers de la Bataille de La Lys (Carlos Pereira, 2018)[31]
- Mosquito (Leopardo Filmes, 2020)

Literatura
Biografias, Memórias e Testemunhos
- Notas do cativeiro: memórias dum prisioneiro de guerra na Alemanha (Adelino Delduque da Costa, 1919)

- João Ninguém, soldado da Grande Guerra (Menezes Ferreira, 1921)
- A Mentira da Flandres e… O Medo! (João Maria Ferreira do Amaral, 1922)[32]
- A batalha do Lys ; a batalha d'Armentieres ou o 9 de Abril (João Maria Ferreira do Amaral, 1923)
- Memórias de um Ferreiro (Lourenço Chaves de Almeida, 2007)[33]
- Tiago Veiga - Uma Biografia (Mário Cláudio, 2011)[34]

- Memórias Esquecidas (Isabel Mascarenhas Braz, 2015)[35]
- O nosso avô foi à Guerra, Diário de um combatente da Frente tombado na Flandres (1917-1918) (Clemente Rogeiro e Nuno Rogeiro, 2018)[36]
- Carlos Bleck: o herói esquecido da aviação portuguesa (José Guedes, 2021)[37]
- João António Carreiras: un médico luso prisionero en la I Guerra Mundial, 1918 : experiencias y recuerdos (José de Santiago Carreiras Gragera, 2021)[38]

Ensaios e Crónicas
- La Bataille de la Lys: 9 avril 1918 Devoir de mémoire - Dever de memoria (Manuel do Nascimento, 2008)[39]
- A Grande Guerra: Uma Crónica Visual (Parte I): Estudo do Discurso Iconográfico da "Ilustração Portuguesa" (Jorge Pedro Sousa, 2013)[40]
- A Grande Guerra: Uma Crónica Visual (Parte II): A "Guerra Estrangeira": Estudo do Discurso Iconográfico da "Ilustração Portuguesa" (Jorge Pedro Sousa)
- De Lisboa a La Lys – O Corpo Expedicionário Português na Primeira Guerra Mundial (Filipe Ribeiro de Meneses, 2018)

Romances
- Memória das Estrelas sem Brilho (José Leon Machado, 2008)[41]
- Um Poeta nas Trincheiras (Sofia Rocha Silva, 2011)[42]
- Os Olhos de Tirésias (Cristina Drios, 2013) [43]
- A Segunda Morte de Anna Karénina (Ana Cristina Silva, 2013)[44]
- A Mulher do Legionário (Carlos Vale Ferraz, 2013)[45]
- Amor entre Guerras (Sofia Ferros, 2014)[46]